# Eldaniz Azizli
Eldaniz Azizli (Eldəniz Yəmən oğlu Əzizli, * 20. April 1992 in Beylagan, Aserbaidschan) ist ein aserbaidschanischer Ringer. Er wurde 2018 Weltmeister im griechisch-römischen Stil in der Gewichtsklasse bis 55 kg Körpergewicht.

## Werdegang
Eldaniz Azizli begann 1999 in Beylagan mit dem Ringen. Er konzentrierte sich dabei ganz auf den griechisch-römischen Stil. Eines seiner Vorbilder war dabei Fərid Mansurov, der aserbaidschanische Olympiasieger von 2004. 2007 wurde der aserbaidschanische Ringer-Verband durch seine guten Leistungen bei den nationalen Meisterschaften auf ihn aufmerksam. Er wurde daraufhin in das Ringerzentrum Nefti Baku delegiert. Sei dieser Zeit ist Vagif Feizulajew sein Trainer.
In den folgenden Jahren war er bei den internationalen Meisterschaften im Nachwuchsbereich außerordentlich erfolgreich. 2007, 2008 und 2009 wurde er in den Gewichtsklassen bis 42 kg, 46 kg und 50 kg jeweils Junioren-Europameister in der Altersgruppe „Cadets“. 2010 wurde er in Budapest Junioren-Weltmeister in der Gewichtsklasse bis 50 kg Körpergewicht in der Altersgruppe „Juniors“.
Im April 2011 wurde Eldaniz Azizli erstmals bei einer internationalen Meisterschaft bei den Senioren eingesetzt. Er gewann dabei bei der Europameisterschaft in Dortmund in der Gewichtsklasse bis 55 kg eine Bronzemedaille. Zwei Monate später wurde er in Zrenjanin Junioren-Europameister (Juniors) in der Gewichtsklasse bis 55 kg. Im Juli 2011 startete er beim Golden-Grand-Prix in Baku in der Gewichtsklasse bis 55 kg. Er belegte dabei hinter seinen Landsleuten Rövşən Bayramov und Taleh Mammadow den 3. Platz. Im weiteren Verlauf seiner Karriere zeigte sich, dass er auf nationaler Ebene an diesen beiden Ringern nicht vorbei kam, was es ihm erschwerte, im Seniorenbereich bei den internationalen Meisterschaften (Olympische Spiele, Weltmeisterschaften, Europameisterschaften) starten zu können.
Im Juli 2011 gewann Eldaniz Azizli bei der Junioren-Weltmeisterschaft (Juniors) in Bukarest in der Gewichtsklasse bis 55 kg eine Bronzemedaille und im September 2012 wurde er in Pattaya in der gleichen Gewichtsklasse und in der gleichen Altersgruppe Weltmeister vor Victor Ciobanu, Moldawien und Shinobu Ota, Japan. Bei den Universitäten-Weltspielen 2013 in Kasan war er in der Gewichtsklasse bis 55 kg am Start, in der er hinter Iwan Tatarinow, Russland und Victor Ciobanu eine Bronzemedaille gewann.
2014 änderte der Ringer-Weltverband FILA bzw. UWW wieder einmal die Gewichtsklasseneinteilung. Im griechisch-römischen Stil fiel die Gewichtsklasse bis 55 kg weg. Die niedrigste Gewichtsklasse hatte in den Jahren 2014 bis 2017 ihr Limit bei 59 kg Körpergewicht. Dies hatte zur Folge, dass alle leichten Ringer in jenen Jahren in der Gewichtsklasse bis 59 kg starten mussten, denn die nächste Gewichtsklasse hatte ihr Limit schon bei 66 kg. Für Eldaniz Azizli wirkte sich diese Neueinteilung sehr negativ aus, denn in der Gewichtsklasse bis 59 kg Körpergewicht konnte er nie richtig Fuß fassen. Die einzige Medaille, die er in dieser Gewichtsklasse gewann, war eine bronzene, die er sich bei der U23-Europameisterschaft im polnischen Wałbrzych holte.
Seit 2018 gilt im griechisch-römischen Stil wieder eine Gewichtsklassen-Neueinteilung. Die Gewichtsklasse bis 55 kg wurde wieder eingeführt. Im April 2018 startete Eldaniz Azizli bei der Europameisterschaft in Kaspiisk in dieser Gewichtsklasse und wurde mit Siegen über Nugsari Zurzumia, Georgien, Wassili Topojew, Russland und Helary Maegisalu, Estland, Europameister. Im Oktober 2018 wurde er in Bukarest mit Siegen über Jozsef Andrasi, Ungarn, Cao Liguo, China, Shota Tanokura, Japan, Nugsari Zurzumia und Scholaman Scharschenbekow, Kirgisistan, auch Weltmeister.
2019 gelang es Eldaniz Azizli nicht, diese beiden Titel zu verteidigen. Er gewann aber sowohl bei der Europameisterschaft in Bukarest, als auch bei der Weltmeisterschaft in Nur-Sultan, eine Bronzemedaille. Bei der Europameisterschaft besiegte er u. a. Nugsari Zurzumia, verlor aber im Halbfinale gegen Witali Kabalojew aus Russland. Im Kampf um eine der Bronzemedaillen besiegte er Seref Kilic, Türkei. In Nur-Sultan verlor er im Halbfinale gegen Chorlan Schakanscha aus Kasachstan und gewann die Bronzemedaille durch seinen Sieg über Max Nowry aus den Vereinigten Staaten.
Bei der Europameisterschaft 2020, die im Februar dieses Jahres in Rom ausgetragen wurde, gewann Eldaniz Azizli eine Bronzemedaille in der Gewichtsklasse bis 55 kg Körpergewicht. Im Halbfinale verlor er dabei gegen Edmond Armen Nasarjan aus Bulgarien. Im Kampf um eine der Bronzemedaillen besiegte er Giovanni Freni aus Italien.
Eldaniz Azizli ist auch in den deutschen Ringerkreisen sehr bekannt, denn seit 2017 ringt er in der deutschen Bundesliga.

## Internationale Erfolge
| Jahr | Platz | Wettbewerb                                             | Gewichtsklasse | Ergebnisse |
| 2007 | 1.    | Junioren-EM (Cadets) in Warschau                       | bis 42 kg      | vor Mindia Zukulidse, Georgien |
| 2008 | 1.    | Junioren-EM (Cadets) in Daugavpils                     | bis 46 kg      | vor Ali Sisik, Türkei |
| 2009 | 1.    | Junioren-EM (Cadets) in Zrenjanin                      | bis 50 kg      | vor Tolgahan Karatas, Türkei, Victor Ciobanu, Rumänien und Ludwig Kocharjan, Armenien |
| 2010 | 1.    | Junioren-WM (Juniors) in Budapest                      | bis 50 kg      | nach Siegen über Alejandro Grimaldi, Mexiko, Seiki Goya, Japan, Max Nowry, USA und Aisultan Baisakow, Kasachstan                                                                                              |
| 2011 | 2.    | „Vehbi-Emre“-Memorial in Istanbul                      | bis 55 kg      | hinter Ayhan Karakus, Türkei, vor Bayram Özdemir, Türkei und Elchin Alijew, Aserbaidschan |
| 2011 | 3.    | EM in Dortmund                                         | bis 55 kg      | nach Siegen über Lukas Höglmeier, Deutschland, Virgil Munteanu, Rumänien und Mariusz Los, Polen, einer Niederlage gegen Roman Amojan, Armenien und einem Sieg über Waleri Borgojakow, Russland                |
| 2011 | 1.    | Junioren-EM (Juniors) in Zrenjanin                     | bis 55 kg      | vor Andrei Pikuza, Weißrussland, Narek Chatchatarjan, Armenien und Nikolai Winchew, Bulgarien |
| 2011 | 3.    | Golden-Grand-Prix in Baku                              | bis 55 kg      | hinter Rowschan Bajramow und Taleh Mammadow, gemeinsam mit Orhan Achmadow, alle Aserbaidschan |
| 2011 | 3.    | Junioren-WM (Juniors) in Bukarest                      | bis 55 kg      | nach Siegen über Dldiar Begalijew, Kirgisistan, einer Niederlage gegen Saman Morad Abdouvali, Iran und Siegen über Mischa Awetisjan, Ukraine, Lee Chang-jong, Südkorea und Nurilbek Muchanbetalin, Kasachstan |
| 2012 | 1.    | Junioren-WM (Juniors) in Pattaya                       | bis 55 kg      | vor Victor Ciobanu, Shinobu Ota, Japan und Nikolai Winchew |
| 2013 | 3.    | Universitäten-Weltspiele in Kasan                      | bis 55 kg      | hinter Iwan Tatarinow, Russland und Victor Ciobanu, gemeinsam mit Shota Tanokura, Japan |
| 2013 | 3.    | Golden-Grand-Prix in Baku                              | bis 55 kg      | hinter Nursultan Kalmursajew, Kasachstan und Orhan Achmedow, Aserbaidschan, gemeinsam mit Schadibek Suleimanow, Kirgisistan                                                                                   |
| 2015 | 3.    | U 23-EM in Wałbrzych                                   | bis 59 kg      | nach Siegen über Igor Beljak, Weißrussland und Csongor Knipli, Ungarn, einer Niederlage gegen Victor Ciobanu und einem Sieg über Tamas Nadj, Serbien                                                          |
| 2015 | 3.    | Golden-Grand-Prix in Baku                              | bis 59 kg      | hinter Almat Kebispajew, Kasachstan und Elmurat Tasmuradow, Usbekistan, gemeinsam mit Jesse Thielke, USA |
| 2018 | 1.    | Intern. Turnier in Kiew                                | bis 55 kg      | vor Nugsari Zurzumia, Georgien, Ramin Bastanijoujini, Iran und Norair Hakhobjan, Armenien |
| 2018 | 1.    | EM in Kaspiisk                                         | bis 55 kg      | nach Siegen über Nugsari Zurzumia, Wassili Topojew, Russland und Helary Maegisalu, Estland |
| 2018 | 1.    | WM in Budapest                                         | bis 55 kg      | nach Siegen über Jozsef Andrasi, Cao Liguo, China, Shota Tanokura, Nugsari Zurzumia und Scholaman Scharschenbekow, Kirgisistan                                                                                |
| 2019 | 3.    | EM in Bukarest                                         | bis 55 kg      | nach Siegen über Sebastian Kolompar, Serbien und Nugsari Zurzumia, einer Niederlage gegen Witali Kabalojew, Russland und einem Sieg über Seref Kilic, Türkei                                                  |
| 2019 | 5.    | „Ion-Corneanu“ & „Ladislau-Simon“-Memorial in Bukarest | bis 60 kg      | hinter Iwo Angelow, Bulgarien, Jozsef Andrasi, Veysel Sarikurt, Türkei und Manuel Stoica, Rumänien |
| 2019 | 3.    | WM in Nur-Sultan                                       | bis 55 kg      | nach Siegen über Manjeet Manjeet, Indien imd Davaabandi Muncherdene, Mongolei, einer Niederlage gegen Chorlan Schakanscha, Kasachstan und einem Sieg über Max Nowry, USA                                      |
| 2020 | 3.    | EM in Rom                                              | bis 55 kg      | nach einem Sieg über Rudik Mkrtchyan, Armenien, einer Niederlage gegen Edmond Armen Nasarjan, Bulgarien und einem Sieg über Giovanni Freni, Italien                                                           |
| 2020 | 3.    | Weltcup in Belgrad                                     | bis 55 kg      | hinter Emin Seferschajew, Russland, und Şerif Kılıç, Türkei |
| 2021 | 3.    | EM in Warschau                                         | bis 55 kg      | hinter Emin Seferschajew, und Ekrem Öztürk, Türkei |
| 2021 | 3.    | WM in Oslo                                             | bis 55 kg      | hinter Ken Matsui, Japan, und Emin Seferschajew |
| 2022 | 1.    | EM in Budapest                                         | bis 55 kg      | nach Siegen über Denis Mihai, Rumänien, Rudik Mkrtchyan und Nugsari Zurzumia |

Erläuterungen
- alle Wettkämpfe im griechisch-römischen Stil
- WM = Weltmeisterschaft, EM = Europameisterschaft
- Juniorenaltersgruppen: „Cadets“ bis zum 17. Lebensjahr, „Juniors“ bis zum 20. Lebensjahr